# 夜明前的琉璃色
《夜明前的琉璃色》（日语：夜明け前より瑠璃色な）是一個由AUGUST製作的戀愛冒險類型成人遊戲，其後推出動畫、漫畫、小說等相關作品。
夜明前的琉璃色的遊戲PC版本由AUGUST開發，並於2005年9月22日發售。PlayStation 2版本由デジタル・ゲイン在2006年12月7日發售。
總數為12話的電視動畫版《夜明前的琉璃色 -Crescent Love-》已在2006年10月4日至2006年12月20日播放。漫畫版則於2005年9月21日起開始在電擊大王連載，連載已結束。
AUGUST在2009年2月27日發售以PS2版本故事為主的After Story《夜明前的琉璃色 -Moonlight Cradle-》。初回限定版プレミアムエディション附贈《夜明前的琉璃色 -Brighter than dawning blue- for PC》，2009年9月18日單獨販售。
角川書店在2010年2月25日發售PSP版《夜明前的琉璃色 PORTABLE》，新增攝影功能和螢幕可調較至16:9或4:3。

## 情節簡介
故事以來自月球蘇菲亞王國的公主菲娜·法姆·阿修萊特為中心。菲娜為了能夠學習更多關於地球的知識，給繼任蘇菲亞王國的王位作準備，來到地球留學，並寄宿在主角家中。

## 遊戲系統
遊戲本傳共有六名可攻略女角色，PS2版本傳追加為八名可攻略女角色。
玩家剛開始遊戲時，僅有菲娜劇情線處於開啟狀態，通關後始可攻略米亞、麻衣、菜月、沙耶香（PS2版追加遠山翠和艾斯蒂爾）的劇情線，完成前述女角色劇情線後，開啟莉斯莉特劇情線。所有女角色劇情線通關後，將開啟名為「夜明前的琉璃色」的真結局劇情線，該劇情線亦為菲娜的第二條劇情線。

## 人物介绍
※聲優表示⇒PC版/PS2版/电视动画版（有注釋的例外）

### 主要角色
朝霧達哉（Asagiri Tatsuya，聲優：司晃一（广播剧CD版）/千葉進步（电视动画）、花井なお（电视动画少年時代））
生日：12月12日、血型：A型、星座：射手座、身高：174.9厘米
故事主角。滿弦崎大學附屬卡特琳娜學院3年級。父親5年前下落不明，母親於3年前去世，在菲娜到朝霧家之前與表姊沙耶香及乾妹麻衣3個人生活。曾經邂逅年幼時來過地球的菲娜，但本人幾乎全忘記了。由於認為母親的死與父親突然失蹤有關，因此至今仍無法接納父親。從小就有對棄犬無法置之不理的個性，目前已飼養三隻狗。對月球和蘇菲亞王國很感興趣，在這方面很博學。做事一絲不茍，與菜月一起在菜月父親開的左門義大利餐廳裡打工。
在動畫版中追加非常喜歡捏女生鼻子並視其為一種友好表現的設定。
在動畫版最終話為了阻止尤爾根射殺菲娜而心臟中彈，當場死亡。其後被突然到來的父親救活。
菲娜·法姆·亞修萊特（Feena fam Earthlight，聲優：手塚まき/生天目仁美/同左）
生日：9月29日、血型：B型、星座：天秤座、身高：162.3厘米、三圍：84(C)/56/85、主題曲「蒼月頭冠」
月球「蘇菲亞王國」的公主。年幼時曾經來過地球與達哉邂逅，後來依自己的要求在沒有護衛陪同的狀況下來到地球寄宿，並且偶然地與達哉重逢。她身懷與公主相稱的才能，可是也十分努力，個性率直且富責任感，是一位舉止優雅的女性，另外也有意想不到的不服輸一面。菲娜非常尊敬母親索菲亞，希望有朝一日能步上母親的腳步，致力在地球與蘇菲亞王國之間建立一座互相信任的橋梁，只不過偶爾也會因母親的事而看不清周遭環境，愛吃的東西是水蜜桃及泡芙（受仁的影響），討厭吃的是生魚。
在官方網站舉辦的角色人氣票選以些微差距奪得第1名。
在動畫版中有時也會表現出少根筋的一面。
在PC,PS2,PSP中則是因為母親的上古遺跡事件關係對滿弦崎有十分的興趣，因而留學地點選擇滿弦崎因此借宿在"王立月球博物館副館長"穗積紗耶香的家中。
在動畫版中是為了學習地球文化來到地球，寄宿在"地球聯邦大總統的秘書"穗積紗耶香家中。
菲娜的劇情總共分為兩部分；一開始若不通過第一部分就無法進行其他角色的路線；第二部分反而是未攻略完全部角色前無法進行。
在『夜明け前より瑠璃色な-Moonlight Cradle-』中，她的劇情必須完成其他7個角色的路線後才能進行。
米亞·克萊門蒂斯（Mia Clementis，聲優：成濑未亚/野野瀨美緒/同左）
生日：12月22日、血型：A型、星座：山羊座、身高：148.1厘米、三圍：72(A)/52/77、主題曲「sweet&sweet」
菲娜的隨從（背後設定是侍奉阿修萊特家的女僕），也是這次留學時唯一的看護。個性率直，對工作十分認真。非常尊敬菲娜，而且曾謁見過菲娜的母親索菲亞，被索菲亞親自託付她照料菲娜。因此，為菲娜鞠躬盡瘁的心情比別人都還要強一倍。米亞是菲娜乳母的女兒，所以與菲娜情同手足，設定上雖然沒有血緣關係，但是對菲娜來說卻有超越親姊妹的羈絆，不過作品中讓人有這種感覺的場面並不多。她把朝霧家閣樓裡的倉庫改造成自己的房間居住，與麻衣共同分攤家務事。在動畫版中改造閣樓倉庫時還展現「這樣做很值得」的熱情，還有為了想打掃朝霧千春髒亂的書房而躍躍欲試的模樣。另外，也擅長作菜，作品中也有向麻衣學習地球料理的場面，自己也有在製作果醬。
人氣票選第5名。
母親的名字是克拉拉·克萊門蒂斯（聲優：風華）。
朝霧麻衣（Asagiri Mai，聲優：安玖深音/後藤麻衣/同左）
生日：8月3日、血型：A型、星座：獅子座、身高：153.7厘米、三圍：78(B)/54/79、主題曲「Pastel melody」
達哉的乾妹，滿弦崎大學附屬卡特琳娜學院2年級。參加管樂社，擔任長笛聲部長。親生父母姓「北原」，和達哉的父親同樣是月球及地球的歷史研究家，但夫婦二人一同死於12年前調查時所發生的一場意外，於是麻衣就在達哉父親的考量下成為朝霧家的養女。麻衣跟達哉是乾兄妹的事情不僅瞞著周遭人，就連對充當姊姊的沙耶加也隻字未提（原作必須進入麻衣路線才有對此設定的描寫）。在菲娜來朝霧家讓米亞分擔家務之前，麻衣負責打理朝霧家主要的家務事，尤其特別擅長做菜；麻衣的手藝甚至很合菲娜的胃口，只不過做菜有時候也會搞砸，搞砸的時候哼著一首叫「Death March」的歌。麻衣非常在乎自己胸部的大小（實際上並沒那麼小），甚至在乎到穿泳裝時會在外面套上一件T恤。愛吃的東西是冰淇淋。
人氣票選在有效票總數71832票中以394票的些微差距榮獲第2名。
在動畫版中是達哉的親妹妹，有妄想的癖好。
鷹見澤菜月（Takamizawa Natsuki，聲優：海原エレナ/冰青/同左）
生日：5月23日、血型：AB型、星座：雙子座、身高：163.8厘米、三圍：88(D)/59/86、主題曲「Heppy relation」
達哉的兒時玩伴兼同班同學。做事勤快個性總是活潑開朗，而且很會照顧別人，當不好意思時會像熱水煮開一樣滿臉通紅（達哉稱之為「瞬間沸騰」），對達哉抱有兒時玩伴以上的好感(在其他女角的路線中也能看出)。目前在父親經營的左門義大利餐廳當女服務生打工，將來的夢想是當獸醫。菜月的房間與達哉的房間相對，只要跨過窗戶就到得了。必殺技是不知道會將對象打飛到哪裡的飯杓迴旋鏢，在遊戲中百發百中（不過在動畫版看見的多半是用巨大飯杓的打擊技），但遭殃的總是只有仁而已。小時候想做菜給達哉吃結果卻做出一堆浮炭，因此被稱為黑炭（動畫版是黑炭大師）。由於母親正外出學習廚藝，所以與父親及哥哥3個人生活。
人氣票選第3名。
穗積沙耶香（Hozumi Sayaka，聲優：本山美奈/黑河奈美/同左）
生日：3月6日、血型：O型、星座：雙魚座、身高：165.0厘米、三圍：86(C)/58/86、主題曲「Sunny place perfume」
達哉的表姊。由於親生父母夫妻不合且家庭亂七八糟的關係，於是在達哉父母的考量下被收養為養女。後來因為達哉的父母相繼失蹤及去世，就當起了遺孤達哉與麻衣的監護人。沙耶加是具有到月球留學經驗的少數地球人，並主動運用她的經驗擔任介紹月球文化的「王立月球博物館」之代理館長（菲娜名義上是正館長，動畫版沙耶加則是地球聯邦政府大總統的首席秘書官，在媒體中的綽號是“大總統的心腹”）。自月球留學時代就與卡蓮互為好友，曾一起在外喝完酒才回家，大部分都是喝的爛醉如泥被卡蓮送回家。隔天早上會很虛弱，若不喝濃綠茶意識就會不清楚。稱讚達哉及麻衣時常撫摸他們的頭。外表形象很沉穩，是能完成大任的職業女性。愛吃的東西是一種叫（PS2版中為）的零食，當過壘球社的4號強棒，運動全能，同時也是卡特琳娜學院的校友。
人氣票選第6名。
莉絲莉特·諾艾爾（Wreathlit Noel，聲優：三咲里奈/伊藤静/同左）
生日：4月19日、血型：B型、星座：白羊座、身高：139.2厘米、三圍：64（AA）/49/67、主題曲「Tiny twinkle」
在月球居住區的禮拜堂及街上看見的神秘少女，綽號莉絲。個性沉默寡言，而且講起話來也很冷淡，但發言的內容卻很犀利。因為莉絲完全不提自己的事情，所以從家族成員等一切資料都不明。在第一次吃左門義大利餐廳的料理時評價「普普通通」，因而點燃了左門及仁的廚師之魂。莉絲會做出像貓一樣的動作舉止，有時候也會對著野貓講話；很受達哉養的狗喜愛而常被撲到身上，但她本人似乎並不喜歡狗。從本篇發生的事情及額外劇情裡可以看到她與卡蓮相處不好的描寫。身體裡存在著一個叫「菲亞卡·瑪格麗特（Fiacca Marguerite）」的人格，平時沉睡在莉絲心裡。當莉絲轉變成菲亞卡的人格時，瞳孔的顏色會從翡翠色變成紅寶石色。
人氣票選第4名。
此外，若不通過菲娜劇情第一部分及莉絲以外所有的角色路線（PS2版包括遠山翠和艾斯蒂爾·弗利西亞），就無法攻略莉絲的路線。
遠山翠（Toyama Midori，聲優：雅姫乃/高野直子/同左）
生日：2月10日、血型：B型、身高：156.6厘米、三圍：84(C)/56/88、主題曲「SKIP HEART！」
一個很有活力的女生，從高中一年級開始就和達哉同班。菜月的好友。性格開朗樂觀，亦是班級中最先和菲娜打招呼的人。吹奏部的領導，擅長豎笛，是麻衣的前輩。
人氣票選第8名。
在PS2升格成可攻略女主角，並且改變髮型。
艾斯蒂爾·弗利西亞（Estel Freesia，聲優：佐本二厘/結本ミチル/未登場）
生日：1月31日、血型：A型、身高：161.4厘米、三圍：83(C)/55/83、主題曲
故事剛開始時，在月球居民居住區的禮拜堂「静寂之月光」就任做祭司的女孩。擁有典型的月人思想，討厭地球人並持有偏見。一知道達哉是地球人後，態度立即有180度的改變。和卡蓮為相同孤兒院出身，十分尊敬相同孤兒院出身又成功的卡蓮和作為月之公主的菲娜。十分喜歡柴犬，和外表不同，有當看到柴犬就十分興奮的一面甚至會為了要和狗打好關係而寫信回月球請教。喜歡的食物為紅茶和烤餅，說謊時會有把右手放在面上的習慣。以學院首席的成績畢業，本來志願進入外務局，卻因為某些原因而來到地球就任（來地球就任，在教團當中和降職有相同意義），為了能回到月球而努力中。
因為立場等多方面的關係，變成和菲娜相對的設定。
遊戲PS2版的新增角色，PS2版和『夜明け前より瑠璃色な-Moonlight Cradle-』的菲娜線中，擔任菲娜和達哉婚禮中的祭司。
辛西婭·瑪格麗特（Cynthia Marguerite，聲優：遠野そよぎ）
誕生日：6月12日。血液型：O型。星座：雙子座。身高：156.1cm、三圍：85(D)/55/83。主題曲
『夜明け前より瑠璃色な -Moonlight Cradle-』初登場的新角色。オイディプス戰爭時的月人科學家（和達哉等人所在的時空相隔七百年），擁有「時空跳躍技術」的首席研究員，也是該技術裝置（Terminal，重力傳輸裝置）的管理人。為了收回最後一個裝置（ディバイス），使用此技術來到達哉的時空。
菲亞卡的妹妹，常稱呼為「西婭」，本人稱其肌膚年齡和達哉相當。除了咖啡之外，害怕其它所有的刺激食物，也很怕狗；非常喜歡甜、愛吃甜食，特別喜歡水果乾。

### 其他角色
卡蓮·克拉維斯（Karen Clavius，聲優：羽桜涼子/浅川悠/同左）
生日：11月30日、血型：A型、身高：166.1厘米、三圍：80(B)/57/81
蘇菲亞王國駐地球的武官，在月球時和沙耶加是同學。和艾斯蒂爾·弗利西亞為相同孤兒院出身。在艾斯蒂爾線中，也有明顯地對同一孤兒院出身的艾斯蒂爾作出關心。為人做事都很嚴肅，非常適合她的職業。
朝霧千春（Asagiri Chiharu）
達哉和麻衣的父親，是一名考古學家。喜愛探索未知的事物，所以經常去探險。然而某次卻一去不回。
家中自己的書房擺滿了各式各樣的古物。在動畫版中因為出現了一隻蟑螂而被菲娜炸掉。
在動畫版最終話帶著宇宙人的巨大飛船出現救活已死的達哉，並透露出自己失蹤的原因是在調查宇宙人的遺跡時被真的宇宙人抓走。似乎和菲娜的父親是舊識，不但能直呼他的名諱還能當眾開他玩笑。至於為什麼能調動巨大飛船原因不明(本人說他在旅行)。
鷹見澤仁（Takamizawa Jin，聲優：辻宮春彦/小西克幸/岸尾大輔）
菜月的哥哥。幫助父親經營自家的餐館。總是因為在工作時惹怒菜月而被菜月用飯匙攻擊。
生日：9月4日、血型：B型、身高：177.8厘米
鷹見澤左門（Takamizawa Samon，聲優：巌蝉秋/秋元羊介/根岸朗）
達哉、菜月、仁所工作的義大利餐館的主廚兼老板，亦是菜月和仁的父親。在動畫中對高野武和其作品非常崇拜。
生日：10月29日、血型：A型、身高：173.4厘米
索菲亞·法姆·阿修萊特（Cefilia fam Earthlight，聲優：無/無/生天目仁美）
菲娜已經去世的母親，只在照片和回想中出現過。至今還在地球和月球之間有著很大的影響。一生致力於改善月球和地球之間的關係。

### 動畫原创角色
高野武（Takano Takeshi，聲優：辻親八）
通常被稱為“高野老師”，是一個世界聞名的攝影家。亦是唯一被批准，可以跟隨菲娜並拍攝其生活和學習的人。搞笑的才能很高超。有一個徒弟。
尤爾根·封·克魯格爾（Jürgen von Klügel，聲優：近藤隆）
菲娜的未婚夫，擔任蘇菲亞王國的親衛隊隊長，是貴族出身的反地球主義者。在最終話中發動政變並試圖消滅地球。政變失敗後掙脫束縛並試圖射殺菲娜，其後被卡蓮制服。

## 主題曲
- PC版印象曲：「Lapis Lazuli」 
  - 作詞：榊原ゆい / 作曲：Active Planets / 歌：泉伶
- PC版片頭曲：「Eternal Destiny」 
  - 作詞：榊原ゆい / 作曲：Active Planets / 歌：榊原ゆい
- PC版插入歌：「WAX&WANE 〜永遠に〜」（莉絲ED）
  - 作詞・作曲：Active Planets / 歌：手塚まき
- PS2・PSP版印象曲：「brilliant azure」 
  - 作詞：Ran mineco / 作曲：DJ SHIMAMURA / 歌：ちっち
- PS2・PSP版插入歌：「下弦の月 〜生まれ出づる明日〜」 
  - 作詞：uriel / 作曲：sumiisan / 歌：ちっち
- MC片頭曲：「深青Philosophy」
  - 作詞：さなぎ / 作曲・編曲：DJ SHIMAMURA / 歌：Veil∞Yui Yamamoto / 製作：Active Planets
- MC插入歌：「Marginality」
  - 作詞：さなぎ / 作曲・編曲：HIR / 歌：中恵光城 / 製作：Active Planets
- MC片尾曲：「クリスタライズ」
  - 作詞：さなぎ / 作曲・編曲：Tatsh / 歌：ちっち / 製作：Active Planets

## 電視動畫
- 2006年10月4日至12月20日以的標題播放，全12集。[9]是和原作不同的獨立故事，也有新增人物。
- 第2話以後的作畫崩壞非常明顯，特別是第3話。第3話的下廚情節中，一個本應是捲心菜的東西被畫成「青綠色球體」，被不少觀眾稱為「同心圓椰菜」，更成為作畫崩壞的經典之一。[10]後來萬代影視在《Megami MAGAZINE》2007年1月號公開道歉。重畫之後會在結局的回想情景再出現的下廚情節，DVD版第3話聲稱修正「接近200個鏡頭」（而這顆「圓形球體捲心菜」在另一部動畫《旋風管家》亦有短短幾秒出現惡搞畫面中，另外《DARKER THAN BLACK 黑之契約者》第二話後面也有男主角切捲心菜的畫面，由於作畫精細而被部份網友揶揄「這才叫捲心菜」）。一位参与制作的工作人员解释了当时的原因，是由于当时动画制作不景气，只画了一个圆形草图原画，然后将原画和卷心菜的照片寄到外包公司细化绘画，结果照片丢失了，就导致只有圆形的图样。[10][11]

### 製作人員
- 企劃：中山佳久、河野聰、浦野重信、上玉利純宏、太布尚弘
- 製作人：高野貴志、上山公一、中川滋、松永孝之、金庭こず惠、寺田千秋
- 監督：太田雅彥
- 系列構成：青島崇
- 劇本：子安秀明
- 人物設定：渡邊義弘
- 美術監督：飯島壽治
- 色彩設計：馬庭由佳
- 編輯：關一彥
- コンポジットディレクター：佐佐木正典
- 音樂：澤野弘之
- 音樂製作人：吉川明
- 音樂製作：フロンティアワークス
- 音響監督：龜山俊樹
- 音響製作：オムニバスプロモーション
- 音響製作擔任：糖塚忠幸
- 音響效果：山田稔
- 錄音調整：大坪惠美（OPレクイエムスタジオ）
- 協力企劃：高柳昌央、中嶋嘉美、石川功
- 動畫製作：童夢
- 製作：月文化交流會

### 主題歌
片頭曲
- 「前奏曲（プレリュード）－We are not alone－」

作詞：，作曲：澤野弘之，編曲：和田貴史、澤野弘之，歌：大藤史
片尾曲
- 「Crescent Love～～」

作詞：，作曲．編曲：岡崎雄二郎，歌：（生天目仁美）
插曲
作詞：，作曲．編曲：澤野弘之，歌：（生天目仁美）

### 各話資料
| 話數 | 標題 | 中文標題                    | 劇本     | 分鏡              | 演出              | 作畫監督                                                         | 製作進行                 | 製作協力 |
| ---- | ---- | --------------------------- | -------- | ----------------- | ----------------- | ---------------------------------------------------------------- | ------------------------ | -------- |
| 1    |      | 公主殿下是留學生!?          | 青島崇   | 太田雅彥          | 太田雅彥          | 渡邊義弘                                                         | 荒井省吾                 |          |
| 2    |      | 公主殿下是優等生!           | 青島崇   | 高田耕一          | 高田耕一          | 小山知洋 澤崎誠                                                  | 荒井省吾 內山明          |          |
| 3    |      | 公主殿下 料理對決!!         | 子安秀明 | 誌村宏明          | 矢花馨            | 宇都宮遙 田中宏紀                                                | 渡邊浩成                 |          |
| 4    |      | 戰鬥吧! 公主殿下            | 青島崇   | 太田雅彥          | 太田雅彥 小川浩司 | 定井秀樹 澤崎誠                                                  | 寺谷輝紀                 |          |
| 5    |      | 公主殿下 無人島漂流記       | 青島崇   | 太田雅彥 高田耕一 | 三宅武貞          | 赤尾良太郎 松村康功 柳伸亮 谷川政輝 江上夏樹 三宅雄一郎 服部益實 | 光田康廣 內山明          |          |
| 6    |      | 公主殿下是禁止戀愛的!?      | 子安秀明 | 小澤一浩          | 小澤一浩          | 大隈孝晴 阿部達也 澤崎誠                                         | 加籐幹雄                 |          |
| 7    |      | 公主殿下的許婚              | 青島崇   | 太田雅彥 網野哲郎 | 高山秀樹          | 田中宏紀 森本由布希                                              | 木村崇裕                 |          |
| 8    |      | 與公主殿下在琉璃色的天空下… | 青島崇   | 誌村宏明          | 亞亂炭椎          | 大越雄一 西宮雅大                                                | 上田高充                 |          |
| 9    |      | 逼近公主的影子              | 子安秀明 | 小澤一浩          | 神原敏昭          | 櫻井木の實                                                       | 田代圭一 一杉誠 伍井結花 |          |
| 10   |      | 獨翼公主                    | 青島崇   | 太田雅彥 巖本保雄 | 矢花馨            | 小野陽子 定井秀樹                                                | 寺谷輝紀 上田高充        |          |
| 11   |      | 與公主殿下攜手共進          | 青島崇   | 小澤一浩          | 布施康之 高山秀樹 | 赤尾良太郎 柳伸亮 谷川政輝 松村康功                              | 光田康廣 內山明          |          |
| 12   |      | 和公主殿下一起…             | 青島崇   | 太田雅彥          | 太田雅彥 矢花馨   | 渡邊義弘 定井秀樹 松村康功 谷川政輝                              | 荒井省吾 寺谷輝紀        |          |

### 播放電視台
日本深夜動畫：下文記載的日本国内播放時間使用日本標準時間（UTC+9）表示。因為部分時間标识會採用30小时制，因此請留意这类超过24:00的时间，其實際播放時間為翌日清晨。
| 播映地域 | 電視台         | 播映期間                 | 播映時間                 | 所屬聯播網  |
| -------- | -------------- | ------------------------ | ------------------------ | ----------- |
| 全国放送 | BS-i           | 2006年10月4日 -12月20日  | 水曜 26時30分 - 27時00分 | BS放送      |
| 愛知縣   | 愛知電視台     | 2006年10月5日 -12月21日  | 木曜 25時58分 - 26時28分 | 東京電視網  |
| 埼玉縣   | 埼玉電視台     | 2006年10月6日 -12月22日  | 金曜 25時30分 - 26時00分 | 獨立UHF系列 |
| 千葉縣   | 千葉電視台     | 2006年10月8日 -12月24日  | 日曜 24時30分 - 25時00分 | 獨立UHF系列 |
| 京都府   | 京都放送       | 2006年10月8日 -12月24日  | 日曜 25時15分 - 25時45分 | 獨立UHF系列 |
| 神奈川縣 | 神奈川電視台   | 2006年10月8日 -12月24日  | 日曜 25時30分 - 26時00分 | 獨立UHF系列 |
| 東京都   | 東京都會電視台 | 2006年10月10日 -12月26日 | 火曜 25時30分 - 26時00分 | 獨立UHF系列 |
| 兵庫縣   | SUN電視台      | 2006年10月11日 -12月27日 | 水曜 26時05分 - 26時35分 | 獨立UHF系列 |

## 漫畫
- 夜明前的琉璃色

出版社：MediaWorks/原作：AUGUST/作者：脳みそホエホエ，單行本全2卷。台灣由台灣角川代理發售。
| 集數  | 日本發售日    | 台灣發售日     | 日本ISBN               | 台灣ISBN           |
| ----- | ------------- | -------------- | ---------------------- | ------------------ |
| Vol.1 | 2006年9月27日 | 2009年8月15日  | ISBN 978-4-8402-3601-0 | ISBN 9789862372449 |
| Vol.2 | 2007年5月26日 | 2009年12月25日 | ISBN 978-4-8402-3906-6 | ISBN 9789862374276 |

- 夜明前的琉璃色 -Moonlight Cradle-

出版社：ASCII MEDIA WORKS/原作：AUGUST/作者：脳みそホエホエ，單行本全3卷。
| 集數 | 發售日         | ISBN                   |
| ---- | -------------- | ---------------------- |
| 1    | 2009年12月18日 | ISBN 978-4-04-868300-5 |
| 2    | 2011年2月26日  | ISBN 978-4-04-870334-5 |
| 3    | 2011年10月27日 | ISBN 978-4-04-870984-2 |

## 小說
- 夜明前的琉璃色

由HARVEST出版发行的十八禁小說（作者：AUGUST/著者：雑賀匡/原画：べっかんこう），全7卷。完结篇是菲娜編的續篇（即游戏中的編）。台灣由青文代理發售。
| 標題     | 日本發售日    | 台灣發售日     | 日本ISBN           | 台灣ISBN           |
| -------- | ------------- | -------------- | ------------------ | ------------------ |
| 菲娜篇   | 2006年5月1日  | 2008年6月27日  | ISBN 4-434-07706-6 | ISBN 9789862094761 |
| 菜月篇   | 2006年6月1日  | 2008年10月15日 | ISBN 4-434-07799-6 | ISBN 9789862095935 |
| 米亞篇   | 2006年7月1日  | 2008年12月25日 | ISBN 4-434-07914-X | ISBN 9789862096734 |
| 麻衣篇   | 2006年8月1日  | 2009年4月24日  | ISBN 4-434-08015-6 | ISBN 9789862098141 |
| 紗耶香篇 | 2006年9月1日  | 2009年7月23日  | ISBN 4-434-08185-3 | ISBN 9789862099131 |
| 莉絲篇   | 2006年10月1日 | 2009年9月23日  | ISBN 4-434-08295-7 | ISBN 9789862099896 |
| 完結篇   | 2006年11月1日 | 2010年1月28日  | ISBN 4-434-08391-0 | ISBN 9789862561614 |

- 夜明前的琉璃色 -Moonlight Cradle-

由HARVEST出版發行的十八禁小說（作者：AUGUST/著者：佐々宮ちるだ/原画：べっかんこう），全5卷。side Terra和side Luna是以其他前作女主角的後續故事。台灣由青文代理發行，但僅發售翠篇後就停止代理。
| 標題       | 日本發售日     | 台灣發售日    | 日本ISBN               | 台灣ISBN           |
| ---------- | -------------- | ------------- | ---------------------- | ------------------ |
| 翠篇       | 2009年10月1日  | 2011年7月23日 | ISBN 978-4-434-13621-4 | ISBN 9789862568576 |
| エステル篇 | 2009年11月24日 |               | ISBN 978-4-434-13622-1 |                    |
| シンシア篇 | 2010年2月1日   |               | ISBN 978-4-434-14109-6 |                    |
| side Terra | 2010年5月13日  |               | ISBN 978-4-434-14454-7 |                    |
| side Luna  | 2010年8月9日   |               | ISBN 978-4-434-14455-4 |                    |

## 廣播劇
基於PC版遊戲的一套6張廣播劇CD於2006年4月21日至9月22日發售。2張動畫版的附加廣播劇CD則分別於2006年10月25日及2006年12月22日發售。

## 評價
《夜明前的琉璃色》在日本美少女游戏与动画相关商品销售网站Getchu.com的2005年9月销量榜上排名第1名；全年排名第3名。2007年10月，《電擊G's magazine》舉辦了日本前五十名最佳美少女遊戲排名的票選活動，《夜明前的琉璃色》在入圍的249款遊戲中獲得72票而成為第4名。
電視動畫播出後，於第3話切高麗菜時发生嚴重作畫崩壞，把高麗菜畫直接成一個綠色圓球而被廣為流傳，事後才修改回正常外形製成影碟發售。從此動畫業界出现「只要作品裡出現高麗菜，就必須把這個高麗菜畫得十分真實」的不成文規定。

## 外部連結
- 夜明け前より瑠璃色な（页面存档备份，存于）（日語）
- 夜明け前より瑠璃色な -Brighter than dawning blue- （页面存档备份，存于）（日語）
- 夜明け前より瑠璃色な -Moonlight Cradle-（页面存档备份，存于）（日語）
- 夜明け前より瑠璃色な PORTABLE （页面存档备份，存于）（日語）
- 夜明け前より瑠璃色な -Crescent Love- （页面存档备份，存于）（日語）
- 夜明前的琉璃色（動畫）在動畫新聞網百科全書中的資料（英文）
- 《夜明前的琉璃色》在視覺小說數據庫的頁面 （英文）